# Хронологія рекордів України з напівмарафону серед чоловіків
Рекорди України з напівмарафону визнаються Легкою атлетикою України з-поміж результатів, які показали українські легкоатлети на шосейній дистанції, за умови дотримання встановлених вимог.

## Хронологія рекордів
| Результат                              | Атлет                          | Місто змагань | Дата змагань | Примітки    | Відео            |
| -------------------------------------- | ------------------------------ | ------------- | ------------ | ----------- | ---------------- |
| 1:01.51                                | Сергій Лебідь Донецька область | Мілан         | 05.04.2003   |             |                  |
| 1:00.40                                | Богдан-Іван Городиський Київ   | Гдиня         | 17.10.2020   | [ 1 ] [ 2 ] | Відео на YouTube |
| 4 роки, 151 день від дати встановлення |                                |               |              |             |                  |